# Drsník
Drsník je malá vesnice, část obce Pečice v okrese Příbram ve Středočeském kraji. Vesnice má asi 20 chalup po obou stranách silnice mezi Raděticemi a Pečičkami. V roce 2011 zde trvale žilo 41 obyvatel.

## Historie

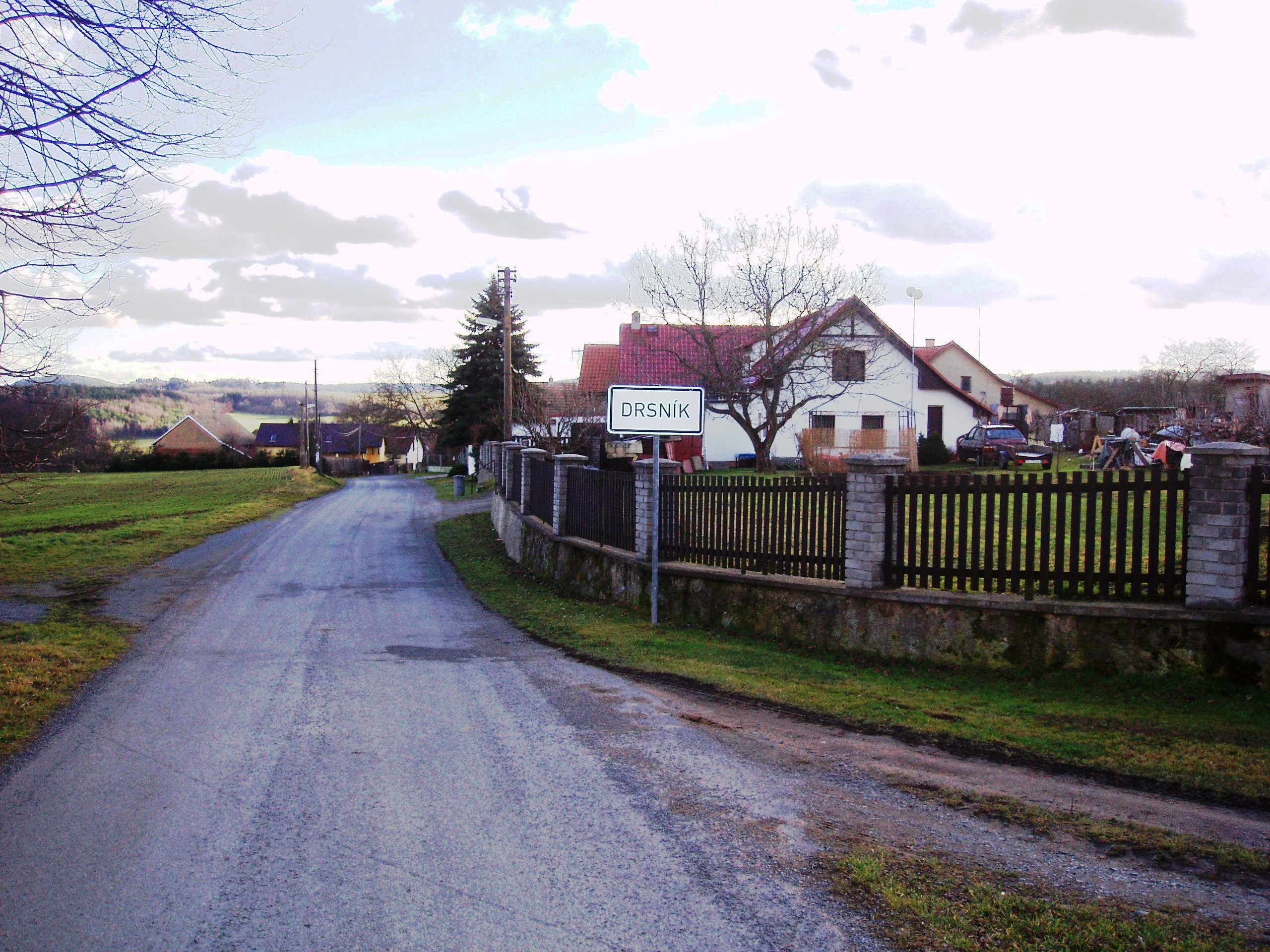
Celkový pohled

První písemná zmínka o vesnici pochází z roku 1603.

## Obyvatelstvo
| Rok            | 1869 | 1880 | 1890 | 1900 | 1910 | 1921 | 1930 | 1950 | 1961 | 1970 | 1980 | 1991 | 2001 | 2011 | 2021 |
| -------------- | ---- | ---- | ---- | ---- | ---- | ---- | ---- | ---- | ---- | ---- | ---- | ---- | ---- | ---- | ---- |
| Počet obyvatel | 120  | 138  | 140  | 148  | 144  | 119  | 118  | 72   | 73   | 65   | 46   | 31   | 25   | 41   | 33   |
| Počet domů     | 17   | 17   | 19   | 23   | 23   | 23   | 24   | 23   | 22   | 22   | 17   | 20   | 22   | 25   | 28   |

## Obecní správa
Při sčítání lidu v letech 1850–1879 Drsník byl osadou obce Stěžov v okrese Příbram. V letech 1880–1920 byl osadou obce Radětice v okrese Příbram. V letech 1920–1975 byl samostatnou obcí v okrese Příbram. Od 1. ledna 1976 je částí obce Pečice v okrese Příbram.

## Pamětihodnosti
- Bývalý hostinec Šalanda

## Okolí
Terén je zvlněný, pahorkovatý, pole a louky doplňují relativně rozlehlé lesy. V důsledku rozsáhlosti lesů a velmi malého zalidnění i nepatrného automobilového provozu, je možné často pozorovat lesní zvěř na přilehlých loukách. V blízkosti se nachází osada Dalskabáty, známá z Drdovy hry Dalskabáty, hříšná ves. V této hře se čert ptá kolegy: „Odkud jste kamarádíčku?“ „Z Drsníku.“